# 網路小說的法則
《網路小說的法則》（韓語：인소의 법칙英語：My Life as an Internet Novel ，日語：ネット小説の法則）是由Yu Han-ryeo（韓語：유한려）所創作的韓國網路小說。自2017年1月3日至2019年10月30日於KakaoPage連載，正傳及外傳共595話，由D&C Media旗下的itBOOK書系出版，共17卷。繁體中文版由知翎文化出版。
小說改編的同名網路漫畫由芽見（韓語：아현英語：A Hyeon）作畫，自2019年3月31日於KakaoPage連載至今，2022年1月25日起於韓版KAKAO WEBTOON同步連載，並於期間陸續推出日文版、英文版、簡體中文版等多國語言的網路漫畫連載版本。截至2024年5月，D&C Media已出版6卷實體書。繁體中文版由知翎文化出版。

## 故事概述
故事背景為2000年代後期－2010年代初期的韓國（漫畫背景更改為2010年代後期－2020年代初期、智慧型手機已普及大眾的時代），主角咸小丹是一位喜歡閱讀網路小說的平凡少女，在國中開學日發現世界突然變得像網路小說一樣，不僅擁有絕佳外貌的女主角潘如翎是隔壁鄰居，學校還有優秀出眾、各具魅力、被人稱為「四大天王」的男主角們，自己則成為女主角的摯友兼兒時玩伴。
根據網路小說的法則，女主角總會遇到各式各樣的危險和困難。自認平凡的咸小丹不願捲入主角之間戲劇性的故事，為了找回寧靜的日常，她下定決心要遠離潘如翎和四大天王。然而，咸小丹不但沒能成功遠離，與他們的關係反而更加緊密。在生活因顯眼的小說主角而日益複雜，也伴隨無數歡笑和難以割捨的情感產生，逐漸改變她的想法，此時卻又出現意想不到的突發狀況，為咸小丹不平靜的網路小說生活掀起新的波瀾。

## 登場人物
翻譯以繁體中文版小說為準。人物名字按「韓版原名／英版譯名／日版譯名」順序排列。

### 主要人物
咸小丹（韓語：함단이英語：Hahm Dani，日語：宮本 穗乃花（みやもと ほのか））
生日：3/10／星座：雙魚座／血型：O型／身高：160cm／MBTI：INFP／興趣：看小說、追劇／家庭成員：爸爸、媽媽／學校：至尊國中、昭賢高中（1年8班）
本作主角，想像力豐富、自認平凡的褐色短髮少女。在14歲的國中開學日，發現所處的世界突然變成了網路小說。隨著待在網路小說世界的時間變長，原本的深褐髮色逐漸變成亮褐色。
喜歡閱讀網路小說，且對網路小說的常見劇情和老套發展幾乎瞭若指掌。自行構想出名為「網路小說的法則」的概念，作為她對於網路小說世界的運作依據和自己採取行動的判斷標準，但是有時候也會出錯。
把住在家隔壁的潘如翎視為網路小說的女主角，而自己只是身為女主角摯友兼兒時玩伴的不起眼配角。為了平安度日而有過疏遠潘如翎的時期，但最終還是與她成為好朋友。把四大天王等人的其中一位視為男主角，但是咸小丹至今仍未確定是哪一位。
因為周圍的朋友過於非凡，顯得她的外貌、成績和能力更為普通，以至她對於潘如翎與四大天王等人異於常人的體能及成績感到訝異。長期埋沒於他人光環以及被父母拿去比較的情況下，導致缺乏自信、自尊心下降，不習慣接受他人給予的愛和好意。

潘如翎（韓語：반여령英語：Ban Yeoryung，日語：平子 朱里（ひらこ あかり））
生日：9/26／星座：天秤座／血型：A型／身高：166cm／MBTI：INFP／興趣：看漫畫／家庭成員：爸爸、媽媽、哥哥／學校：至尊國中、昭賢高中（1年1班）
咸小丹的摯友，有著被陽光照射會呈現出紫色光澤的烏黑秀髮和墨黑瞳孔。被咸小丹認為是網路小說的女主角。
天生麗質，擁有令人稱羨的美貌。成績優異，不僅以第一名的成績入學、穩坐全校第一的位置，更是屹立不搖的全國第一名。還具備過人的運動神經，只學一次便能完美重現複雜動作。各個領域無一不精，是名副其實的天才美少女。但本人沒有自覺，此外，對戀愛感情很遲鈍。
心地善良、正直且富有正義感。因過於完美，在受到羨慕崇拜的同時，也有不少嫉妒的目光投向她。即使多次被表裡不一的人傷害，也始終相信人性本善。
從出生起就是咸小丹的鄰居，兩人和與自己相差1歲的哥哥潘如檀從小一起長大。不只三人感情融洽，兩家的關係也很好，經常到對方家做客。
極度重視和依賴咸小丹，喜歡咸小丹到曾說過要和她結婚。
在反潘如翎粉絲團事件中，比起面向自己的惡意，更在乎受到牽連和被人議論的咸小丹。
殷智皓（韓語：은지호語：Eun Jiho，日語：寺沢 陸（てらさわ りく））
生日：1/2／星座：摩羯座／血型：AB型／身高：183cm／MBTI：ESTJ／興趣：閱讀、聽音樂／家庭成員：爸爸、媽媽／學校：至尊國中、昭賢高中（1年1班）
韓蔚集團會長的獨生子兼未來接班人。有著黑色瞳孔和一頭美麗且罕見的雪白銀髮，相貌極為帥氣。與劉天英、權恩亨、禹宙仁被合稱為「四大天王」，被咸小丹認為是網路小說的男主角之一。
不論課業、體育或藝術等方面的表現都很卓越，但始終無法戰勝潘如翎，總是位居第二名。
對人有嚴格的挑選原則，只願意接近符合自己標準的人。原先並不滿意咸小丹，經過觀察和相處後漸漸改觀，最終接受禹宙仁的忠告，才放下成見、承認咸小丹是朋友。個性也從冷漠刻薄，變成能夠輕鬆交談、讓人感到舒適自在的態度，也比以前愛笑，不過只有與他熟識的人才能見到這一面。
和禹宙仁是從小一起長大的好朋友，小時候有段時間是鄰居。雖然經常被禹宙仁捉弄但兩人關係很好。
在隔宿露營篇坦承喜歡咸小丹長達一年半，且曾在國三告白，但因對方離奇的反應，只好改口是開玩笑，因此咸小丹沒有相信也未察覺他的告白。
劉天英（韓語：유천영英語：Yoo Cheonyoung，日語：山崎 海斗（やまざき かいと））
生日：3/26／星座：牡羊座／血型：O型／身高：187cm／MBTI：INTP／興趣：睡午覺、玩遊戲／家庭成員：爸爸、媽媽、兩個哥哥／學校：至尊國中、昭賢高中（1年1班）
渤海集團會長的小兒子，有兩個分別相差8歲和7歲的哥哥。擁有在光線下會呈現靛藍色的黑髮和宛如寶石般明亮的湛藍瞳孔，鼻梁挺拔、皮膚白皙。與殷智皓、權恩亨、禹宙仁被合稱為「四大天王」，被咸小丹認為是網路小說的男主角之一。
身高在國中時期超過175公分，高中開學前已達183公分，以「劉天」作為藝名從事兼職模特兒的工作。很愛睡覺但經常熬夜打電動，總在白天時間補眠，去小丹家時，大部分的時間也都在補眠。
沉默寡言、散發的冰冷氣場讓人不敢接近，但本人意外地很好相處。雖然容易說出使人誤會的話，但在關鍵時刻又會一語中的、給予最合適且需要的話語，咸小丹和權恩亨都接受過他的這份溫柔。
主動親近咸小丹，卻也是四大天王中最常和她吵架的。
和權恩亨是從小一起長大的好朋友，平時受到他很多照顧。
權恩亨（韓語：권은형英語：Kwon Eunhyung，日語：工藤 豊（くどう ゆたか））
生日：5/9／星座：金牛座／血型：O型／身高：184cm／MBTI：ISFJ／興趣：烹飪、打掃／家庭成員：爸爸、妹妹／學校：至尊國中、昭賢高中（1年1班）
擁有顯眼的酒紅短髮和泛綠的灰色瞳孔。與殷智皓、劉天英、禹宙仁被合稱為「四大天王」，被咸小丹認為是網路小說的男主角之一。
品學兼優、溫和有禮且待人親切，總是面帶微笑。長年擔任班長，深受師長和同學的信賴。
5歲時母親因車禍離世，父親成為渤海集團會長的司機，他因此住進劉家。劉天英的父母和劉家的兩位哥哥都對他疼愛有加，但幼年經歷使他比同齡孩子成熟，為了不給人添麻煩，養成了獨立、不依賴他人的個性。
擅長料理和家務，也很會照顧人，咸小丹經常受到他的體貼和關心。是四大天王中咸小丹只用名字而非全名稱呼的。
是四大天王中最會打架的，意外獲得全國排行第零名的稱號。
和劉天英是從小一起長大的好朋友，很習慣照顧劉天英，也很瞭解他。
有一個相差2歲的妹妹，但很少主動提起。
禹宙仁（韓語：우주인英語：Woo Jooin，日語：宇宙 仁（うちゅう じん））
生日：6/12／星座：雙子座／血型：AB型／身高：180cm／MBTI：ENFP／興趣：拼圖／家庭成員：爸爸／學校：至尊國中、昭賢高中（1年1班）
淺棕短髮和金色眼睛的少年。韓文名直譯是太空人。與殷智皓、劉天英、權恩亨被合稱為「四大天王」，被咸小丹認為是網路小說的男主角之一。
比起帥氣，更偏向可愛，給人活潑、愛玩的印象，和所有人都相處得好、是大家的開心果。實際是有如小惡魔調皮和邪惡陰險的性格，一直隱藏自己的本性，扮演著討人喜歡的角色。
是天生的天才，智商很高，擁有異於常人的觀察力、洞察力和過目不忘的記憶力。但幼時遭繼母利用後，便不願顯露才能，會刻意將成績排名維持在特定範圍內。
1歲時親生母親去世，雖然是獨生子，但有四個名字獨特且非常喜愛他的堂親，時常為了他爭執。
稱咸小丹為「媽」，很聽話也很愛撒嬌，咸小丹也把他在手機聯絡人的名稱改成「兒子」，當他是像小狗一樣治癒的存在。
和殷智皓是從小一起長大的好朋友，是損友般的益友。

### 次要人物
李露多（韓語：이루다英語：Lee Ruda，日語：イルーダ）
生日：11/11／星座：天蠍座／血型：B型／身高：180cm／MBTI：ESTJ／興趣：競技體操、烘焙／家庭成員：爸爸、媽媽、哥哥／學校：昭賢高中（1年8班）
金髮藍眼的美韓混血兒，是昭賢高中1年8班的學生。擁有一張讓人懷疑性別的漂亮臉蛋，被咸小丹認為是網路小說中女扮男裝的女主角。
天使般的容貌、平易近人的性格，學業和人際關係都很出色，是班上的風雲人物。其實有著不亞於禹宙仁的心計，笑瞇瞇的模樣是用來偽裝的面具。
具有超出常人的體能和高超的武藝，從二樓跳下來能夠毫髮無傷，還能一個人制伏三名訓練有素的成年人，抱著人快速奔跑也是輕而易舉。
透過敏銳的觀察力發現咸小丹自卑消極的原因，幾番來回表明自己只想和她成為朋友的真心，打動了原先想遠離他的咸小丹，變成關係要好的朋友。對於咸小丹自信的重建給了很大幫助，也是咸小丹第一次向人吐露有關朋友煩惱的對象。
對咸小丹誤會自己性別的事不知情，而咸小丹不避諱地和他牽手及挽手臂等舉動，引發不少風波。
在隔宿露營篇，和咸小丹一同擔任八班才藝表演的話劇主角，於結束時在舞台上當眾親吻咸小丹的臉頰，但咸小丹因誤會性別而沒有放在心上。
真實身分為國際保全企業Reed系統的唯一接班人，因不願繼承而離家、過著逃跑的日子，但脫逃的手段都是母親李珍妮傳授給他的。
尹政仁（韓語：윤정인英語：Yoon Jeongin，日語：山田 大地）
生日：5/4／星座：金牛座／血型：O型／身高：181cm／MBTI：ENFP／家庭成員：爸爸、媽媽、妹妹／學校：石峰國中、昭賢高中（1年8班）
黑髮黑眼、帥氣爽朗的陽光型，是昭賢高中1年8班的班長，也是石峰國中四大天王之一。
總是朝氣蓬勃、充滿活力，搞笑活潑且親和力高，幾乎和誰都能打成一片。從小學到國中，擔任了9年的班長。看起來粗枝大葉，實際是個會察言觀色、擁有不錯社交技巧的人，同時責任感很強，有能夠帶動氣氛的本事，也時常扮演調解紛爭和主持公道的角色。
和國中同班三年的申瑞弦是從小學就認識的朋友，經常惹他生氣。
與權恩亨是一拍即合的朋友。
申瑞弦（韓語：신서현英語：Shin Seohyeon，日語：大野 匠（おおの たくみ））
生日：7/31／星座：獅子座／血型：B型／身高：180cm／MBTI：ISFJ／家庭成員：爺爺、爸爸、媽媽、兩個妹妹／學校：石峰國中、昭賢高中（1年8班）
褐髮褐眼，是昭賢高中1年8班的學生，也是石峰國中四大天王之一。
射箭選手出身，國中時曾獲得青少年國際射箭比賽的冠軍。進入昭賢高中後加入射箭社。
具有敏銳的五感、端正的長相和精瘦又結實的體格。與冷淡外表和略顯可怕的眼神不同，是個友善且隨和的人。
和國中三年都同班的尹政仁是從小學就認識的朋友，經常對他發火，必要時還會動用武力。
喜歡閱讀推理小說，以此為契機和咸小丹變熟。
金慧宇（韓語：김혜우英語：Kim Hyewoo，日語：田中 優希）
生日：12/21／星座：射手座／血型：A型／身高：183cm／MBTI：INTP／家庭成員：爸爸、媽媽、雙胞胎妹妹／學校：石峰國中、昭賢高中（1年8班）
深藍色的短髮和眼睛，四肢纖長筆直、外表秀氣，是昭賢高中1年8班的學生，也是石峰國中四大天王之一。
是早金慧黠3分鐘出生的異卵雙胞胎哥哥，兩人長得幾乎一模一樣。兄妹倆都很聰明，特別是身為天才的金慧宇，在數理方面能媲美禹宙仁。即使成天玩耍不讀書，排名還是和金慧黠不相上下、甚至能比她前面。
非常喜歡玩遊戲，放假時都在打遊戲。
金慧黠（韓語：김혜힐英語：Kim Hyehil，日語：田中 優美（たなか ゆうみ））
生日：12/21／星座：射手座／血型：B型／身高：163cm／MBTI：ISTJ／家庭成員：爸爸、媽媽、雙胞胎哥哥／學校：石峰國中、昭賢高中（1年8班）
深藍色的短髮和眼睛，帶有清新脫俗的優雅氣質。是昭賢高中1年8班的學生，也是石峰國中四大天王之一。
是晚金慧宇3分鐘出生的異卵雙胞胎妹妹，兩人長得幾乎一模一樣。兄妹倆都很聰明，但和身為天才的哥哥不同，是腳踏實地的努力派，然而排名卻經常比金慧宇低，也因此能和咸小丹產生共鳴。
個性冷靜、行事乾脆利落，善於傾聽且有同理心，是咸小丹在高中的知心好友，能夠暢談包含戀愛在內的煩惱。
國三時向李知翰表白，兩人成為男女朋友關係。
李敏雅（韓語：이민아{{lang|zh-tw|，}英語：Lee Mina，日語：飯田 華）
生日：8/15／星座：獅子座／血型：O型／身高：169cm／MBTI：ENFP／學校：石峰國中、昭賢高中（1年8班）
有著束成高馬尾的紅棕色長髮，是昭賢高中1年8班的副班長。
個性活潑直爽、有義氣，很重視朋友。運動神經好，被體育老師評價為擁有在男學生中也毫不遜色的實力。
是咸小丹的朋友，在咸小丹遭到誣陷時，多次為她發聲。
潘如檀（韓語：반여단英語：Ban Yeodan，日語：平子 彰良（ひらこ あきら））
生日：7/21／星座：巨蟹座／血型：B型／身高：183cm／MBTI：ISTJ／家庭成員：爸爸、媽媽、妹妹／學校：至尊國中、南溪高中
潘如翎相差1歲的哥哥，南溪高中2年級學生。和妹妹一樣完美全能，有著帶紫色光澤的黑髮與黑曜石般的雙眼，加上高挑白皙的身材和清淡高雅的外貌，散發出成熟帥氣的魅力。既是全校第一也是全國第一的成績排名，從學習到運動樣樣精通，唯有廚藝不佳，親手做的料理具有毀滅性的殺傷力。
因為同屆沒有能與他並列的存在，獨自坐擁高人氣，甚至還有粉絲後援會。但本人並不曉得自己很受歡迎。
性格沉默內斂，少有表情變化，沒有特別的偏好，一切都以潘如翎為中心。對潘如翎以外的人不感興趣，只有從小住隔壁且一起長大、身為潘如翎摯友的咸小丹是例外。隨身帶著咸小丹喜歡的咖啡牛奶，面對她的態度也和對其他人不一樣，而他也是咸小丹在心中用最多美言來稱讚外貌的人。
與安靜的個性相反，身邊的朋友都是活潑外向的類型，形成強烈對比。

### 主角相關親屬
殷韓洙（韓語：은한수英語：Eun Hansoo，日語：寺沢 達郎）
殷智皓的爸爸，韓蔚集團的會長。有著和殷智皓一樣的銀髮。興趣是栽種植物。
對殷智皓很嚴厲，認為看電視有害無益，所以殷智皓房間的電視只有國家地理頻道和韓國教育放送公社兩個頻道。
劉章宇（韓語：유장우英語：Yoo Jangwoo，日語：山崎 義行（やまざき よしゆき））
劉天英的叔叔兼模特兒經紀人。是知名時尚攝影師。
權恩美（韓語：권은미英語：Kwon Eunmi，日語：工藤 亜美（くどう あみ））
星座：金牛座／血型：A型
權恩亨相差2歲的妹妹，很少被權恩亨提及。因罹患罕見疾病在渤海醫院住院中。
禹傘（韓語：우산英語：Woo San，日語：宇宙 かおる）
星座：金牛座／血型：B型
禹宙仁的堂哥，禹依的哥哥，韓文名直譯是雨傘。先進高中2年級學生。全國排行第102名。
身高超過180公分，宛如放大版的禹宙仁，被禹宙仁稱為「小傘哥」。
繼承禹家頭腦聰明的基因，不怎麼讀書但校排從沒掉出前五名。打架實力驚人，但個性懶散，全國排行僅第102名是因為嫌麻煩、懶得繼續比賽。
對禹宙仁百般疼愛，願意為他做任何事。
禹依（韓語：우비英語：Woo Bee，日語：宇宙 ゆき）
禹宙仁的堂妹，禹傘的妹妹，韓文名直譯是雨衣。是名天才駭客。
討厭禹宙仁以外的男生。經常為了禹宙仁而和禹傘爭寵。
在反潘如翎粉絲團事件中，受禹宙仁之託駭進網站取得幕後主使者的相關資訊。
禹利娜拉／李娜拉（韓語：우리나라／이나라英語：Woo Rinara／Lee Nara，日語：宇宙 福／橋本 リナ）
星座：水瓶座／血型：A型
禹宙仁的堂姐，禹利昆的姐姐，韓文名直譯是「我們國家」。韓國知名女演員，藝名為「李娜拉」。主演《給耀眼的天空》和《青色火焰》。
非常喜愛禹宙仁，將自己在禹宙仁手機裡聯絡人的名字後面加了八個愛心。
視擅長料理、個性溫柔的權恩亨為理想型，曾說過在他成年後要綁他去結婚。
禹利昆（韓語：우리혼英語：Woo Rihon，日語：宇宙 圭）
禹宙仁的堂哥，禹利娜拉的弟弟。是韓國人氣偶像團體Daydream的成員。
伊安．里德（韓語：이안 리드英語：Ian Reed，日語：イアン・リード）
李露多的父親。有著金髮藍眼和帥氣相貌的外國人。和妻子李珍妮為國際保全企業Reed系統的共同經營人。
與初次見面的咸小丹父親和潘如翎父親在5分鐘內變成關係很好的朋友。
李珍妮／珍妮．里德（韓語：이제니／제니 리드英語：Lee Jenny／Jenny Reed，日語：ジェニー・リード）
李露多的母親。嚴格、一絲不苟的黑髮女性。和丈夫伊安．里德為國際保全企業Reed系統的共同經營人。
視獨生子李露多為唯一繼承人。因對孩子的教育理念不同，和伊安．里德分居中。

### 至尊國中相關人物
白茹敏（韓語：백여민英語：Beak Yeomin，日語：白川 惠理（しらかわ えり））
至尊國中1年4班的學生。嫉妒潘如翎，為了孤立她而邀請咸小丹當朋友。在咸小丹選擇和潘如翎當朋友後，連同她的壞話也一起說，並用長得像「香丹」來批評咸小丹。最後被身為班長的權恩亨出面制止和要求道歉。
於高一偶然和咸小丹碰面，為國中的事道歉，卻被有心人拍下她和咸小丹的照片，作為抹黑咸小丹的道具。
鄭宥蘿（韓語：정유라英語：Jung Yura）
至尊國中1年4班的學生。白茹敏的朋友，和咸小丹的關係不錯。漫畫版僅出現名字。
慧美（韓語：혜미英語：Hyemi，日語：沙耶）
至尊國中高年級學生。在1年級的教室內當眾向劉天英告白並被直接拒絕。名字僅在漫畫版提及。
尹莎羅（韓語：윤사라，英語：Yoon Sara，日語：斎藤 桜（さいとう さくら））
至尊國中的學生，與主角同年。在國三時瘋狂追求殷智皓，使當事人不堪其擾。直到殷智皓應要求將喜歡的人帶到她面前才肯放棄。

### 昭賢高中相關人物
李秀妍（韓語：이수연英語：Lee Sooyeon，日語：小野寺 美知）
昭賢高中1年8班的學生。曾向咸小丹要四大天王的手機號碼但沒有成功。在反潘如翎粉絲團事件中，聽信謠言並帶頭在八班散播，即使真相水落石出也沒有向咸小丹道歉。
黃施宇（韓語：황시우英語：Hwang Siwoo，日語：中川 亮（なかがわ りょう））
昭賢高中2年4班的學生。是2年級不良少年的頭目，率領「黃施宇與二十三個盜賊」。
向潘如翎告白但被1秒拒絕，惱羞成怒想動粗又被四大天王制止。不滿學弟妹的無禮態度，多次找麻煩，率領的其中一名不良少年還在搶奪咸小丹手機的過程中害她跌到馬路上，導致咸小丹差點發生車禍意外。
殷謙（韓語：은겸英語：Eun Kyeom，日語：坂田 達也（さかた たつや））
昭賢高中3年級學生。是學校理事長的親戚，也是昭賢高中不良少年的領導者、「彩虹幫」的領袖。全國排行第72名。
於主角一行人去海邊玩的國中畢旅首次登場，和咸小丹看過的網路小說常見的男主角名字相同。因嘲笑和弄哭咸小丹而被權恩亨打到落荒而逃。
再次登場時因中了禹宙仁的計謀，二度被權恩亨擊敗。
金賢（韓語：김현英語：Kim Hyun）
昭賢高中2年級學生。「黃施宇與二十三個盜賊」的成員。
金思赫（韓語：김사혁英語：Kim Sahyuk）
昭賢高中1年級學生。「黃施宇與二十三個盜賊」的成員。為阻止咸小丹報警而試圖搶奪手機，害得跌到馬路上的咸小丹差點發生車禍意外。在中計得到全國排行第72名的位置後被孔有天等人狠狠教訓了一頓。
崔宥莉（韓語：최유리英語：Choi Yuri，日語：高橋 友梨）
昭賢高中1年1班的學生，潘如翎的朋友。流星企業會長的獨生女。有著和咸小丹相似的髮型和外貌。
喜歡殷智皓。得知殷智皓喜歡咸小丹後，便將目標從潘如翎轉為咸小丹，策畫反潘如翎粉絲團事件來誣陷咸小丹，企圖迫使她離開潘如翎和四大天王。在與咸小丹的談判中興起將她推下樓梯的念頭，被目擊全程的殷智皓阻止。最後被禹宙仁當面揭穿，才坦承自己為幕後主使者並轉學。
李知翰（韓語：이지한英語：Lee Jihan，日語：杉浦 航大）
昭賢高中1年4班學生。金慧黠的男朋友。擅長跑步。
畢業於石峰國中，和尹政仁、申瑞弦、金慧宇為朋友。國三結束前和金慧黠開始交往。

### 全國排位戰相關人物
潘輝決（韓語：반휘혈英語：Ban Hwihyeol，日語：四谷 奏多）
全國排行第1名。黑髮紅眼，身高超過190公分。出於某些原因，戴著度數極高的厚黑框眼鏡。
17歲時升上排行第1名，但在一個月後失蹤，據說是因為身為一般學生的雙胞胎弟弟遭到波及才會隱匿蹤跡。
孔有天（韓語：공하루英語：Gong Haru，日語：高野 春馬（こうの はるま））
全國排行第2名。太平高中3年級學生兼不良學生的領導者。
有著一頭綁成低馬尾的深紫色短髮，身高約190公分。在潘輝決失蹤期間，為實際維持排名秩序的掌權者，但本人其實不喜歡打架。
郝強（韓語：강한英語：Kang Han，日語：川上 真人（かわかみ まさと））
全國排行第5名。戴梨人同父異母的哥哥。有著一頭紅髮（漫畫版為黑髮）。
女朋友韓妃拿下眼鏡會變成超級大美女。
戴梨人（韓語：대리자英語：Dae Liza，日語：安藤 桜子（あんどう さくらこ））
星座：巨蟹座／血型：O型
全國排行第11名。郝強同父異母的妹妹。韓文名直譯是「代理人」。有著一頭及腰的火紅捲髮。
性格豪爽，給人一種「鄰家大姐」的感覺。
金平凡（韓語：김평범英語：Kim Pyeongbeom，日語：佐藤 一（さとう はじめ））
全國排行第17名。一頭烏黑短髮，身高超過180公分，長相和個性都十分平凡。
單身，有養一隻米格魯。
徐道謙（韓語：서도겸英語：Seo Dogyum）
和金平凡就讀同所學校。升上高中前的外號是「瘋狗」，但自從遇見金平凡後變得非常安靜。
據說會先一步處理掉想挑戰金平凡的人，還把喜歡金平凡的女生們都瞪跑了。
徐珍雲（韓語：서진운英語：Seo Jinwoon）
禹傘和黃海的朋友，先進高中2年級學生。
黃海（韓語：황해英語：Hwang Hae）
禹傘和徐珍雲的朋友，先進高中2年級學生。

### 其他人物
敏芝（韓語：민지英語：Minji，日語：美菜／智子）
僅在漫畫版登場，咸小丹的朋友。國三時轉學到沒有四大天王的普通學校。咸小丹曾向她吐露想轉學的心聲，偶然被劉天英聽到，致使兩人吵架。是發現並告訴咸小丹有反對潘如翎的粉絲團存在的人。
譚恩（韓語：담은英語：Dameun）
僅在小說版登場，咸小丹的朋友。在咸小丹國小時搬去光州。咸小丹曾向她吐露想轉學的心聲，偶然被劉天英聽到，致使兩人吵架。是發現並告訴咸小丹有反對潘如翎的粉絲團存在的人。
宋知軒（韓語：송지헌英語：Song Jiheon）
知名演員。在《青色火焰》中與李娜拉演對手戲。
姜敏豪（韓語：강민호英語：Kang Minho，日語：野村 博）
崔宥莉的保鑣，隸屬於國際保全企業Reed系統。在小說為1977年出生，漫畫改為1988年出生。

## 媒體

### 網路小說
《網路小說的法則》是韓國作家Yu Han-ryeo所創作的網路小說。自2017年1月3日至2019年10月30日於韓國企業Kakao旗下的漫畫與電子小說平台KakaoPage連載。日文版自2020年11月22日起，於Piccoma開始連載；英文版於2021年8月25日在Tappytoon開始連載。

韓版實體書由D&C Media旗下的itBOOK書系出版，單行本共17卷。電子書版本另有3卷外傳和1卷設定集。
繁體中文版的小說由知翎文化取得授權，並於2024年4月開始出版。

#### 韓版

##### 實體書
| 卷數 | D&C Media      | D&C Media                                       | 收錄內容                                                                                   | 連載版話次                                                                  |
| 卷數 | 發售日期       | ISBN                                            | 收錄內容                                                                                   | 連載版話次                                                                  |
| ---- | -------------- | ----------------------------------------------- | ------------------------------------------------------------------------------------------ | --------------------------------------------------------------------------- |
| 1    | 2015年2月13日  | ISBN 9788926718209                              | - Prologue－第4章                                                                          | - 第1話－第36話                                                             |
| 2    | 2015年2月13日  | ISBN 9788926718216                              | - 第5章－第9章 - 은지호, 우주인 과거편（限定版外傳） - 유천영, 권은형 과거편（限定版外傳） | - 第37話－第76話 - 第526話－第530話 - 第531話－第536話                      |
| 3    | 2015年4月16日  | ISBN 9788926720103                              | - 第10章－第14章                                                                           | - 第77話－第119話                                                           |
| 4    | 2015年8月25日  | ISBN 9791158560935                              | - 第15章－第18章 - 성별 전환 편（限定版外傳）                                              | - 第120話－第160話 - 第537話－第541話                                       |
| 5    | 2016年8月12日  | ISBN 9791170334477 ISBN 9791170334866（限定版） | - 第19章－第22章 - 대본집1（限定版劇本集）                                                 | - 第161話－第194話 - 連載版未收錄                                           |
| 6    | 2017年4月28日  | ISBN 9791161403656 ISBN 9791161403663（限定版） | - 第23章－第26章 - 대본집2（限定版劇本集）                                                 | - 第195話－第233話 - 連載版未收錄                                           |
| 7    | 2017年10月27日 | ISBN 9788926713020 ISBN 9788926713044（限定版） | - 第27章－第31章                                                                           | - 第234話－第265話                                                          |
| 8    | 2018年4月30日  | ISBN 9788926713426 ISBN 9788926713433（限定版） | - 第32章－第36章 - 대본집3（限定版劇本集）                                                 | - 第266話－第295話 - 連載版未收錄                                           |
| 9    | 2019年4月15日  | ISBN 9788926700082 ISBN 9788926706701（限定版） | - 第37章－第41章 - 향단전（限定版外傳）                                                    | - 第296話－第327話 - 連載版未收錄                                           |
| 10   | 2019年5月28日  | ISBN 9788926706732 ISBN 9788926706749（限定版） | - 第42章－第46章                                                                           | - 第328話－第360話                                                          |
| 11   | 2019年8月13日  | ISBN 9788926706824 ISBN 9788926706831（限定版） | - 第47章－第50章                                                                           | - 第361話－第390話                                                          |
| 12   | 2019年12月31日 | ISBN 9788926706879 ISBN 9788926706886（限定版） | - 第51章－第56章 - 2학년 8반 교환일기（限定版外傳）                                        | - 第391話－第421話 - 連載版未收錄                                           |
| 13   | 2020年3月27日  | ISBN 9788926706909 ISBN 9788926706916（限定版） | - 第57章－第62章 - 12시 01분（限定版外傳）                                                 | - 第422話－第450話 - 連載版未收錄                                           |
| 14   | 2020年6月26日  | ISBN 9788926706947 ISBN 9788926706954（限定版） | - 第63章－第70章                                                                           | - 第451話－第484話                                                          |
| 15   | 2021年1月7日   | ISBN 9788926718728 ISBN 9788926718766（限定版） | - 第71章－第75章 - 설정집（限定版設定集）                                                  | - 第485話－第512話 - 連載版未收錄                                           |
| 16   | 2021年9月16日  | ISBN 9788926718667 ISBN 9788926718803（限定版） | - 第76章－第78章 - 에필로그 - 외전：대학교 MT편 - 해가림（限定版外傳）                     | - 第513話－第523話 - 第524話－第525話 - 第573話－第587話 - 第564話－第572話 |
| 17   | 2021年12月24日 | ISBN 9788926718698（限定版）                    | - 스페셜 엔딩 - 외전：다시 만난 세계                                                       | - 第542話－第561話 - 第588話－第595話                                       |

##### 電子書
| 卷數   | D&C Media      | D&C Media          | 收錄內容                                                    | 連載版話次                                               |
| 卷數   | 發售日期       | ISBN（電子書）     | 收錄內容                                                    | 連載版話次                                               |
| ------ | -------------- | ------------------ | ----------------------------------------------------------- | -------------------------------------------------------- |
| 1      | 2015年8月6日   | ISBN 9791158561086 | - Prologue－第4章                                           | - 第1話－第36話                                          |
| 2      | 2015年8月6日   | ISBN 9791158561093 | - 第5章－第9章                                              | - 第37話－第76話                                         |
| 3      | 2015年8月6日   | ISBN 9791158561109 | - 第10章－第14章                                            | - 第77話－第119話                                        |
| 4      | 2016年4月8日   | ISBN 9791170330714 | - 第15章－第18章                                            | - 第120話－第160話                                       |
| 5      | 2017年4月3日   | ISBN 9791161403311 | - 第19章－第22章                                            | - 第161話－第194話                                       |
| 6      | 2017年9月20日  | ISBN 9791161406497 | - 第23章－第26章                                            | - 第195話－第233話                                       |
| 7      | 2018年4月13日  | ISBN 9791162682784 | - 第27章－第31章                                            | - 第234話－第265話                                       |
| 8      | 2018年8月20日  | ISBN 9791162686362 | - 第32章－第36章                                            | - 第266話－第295話                                       |
| 9      | 2019年8月2日   | ISBN 9791163907565 | - 第37章－第41章                                            | - 第296話－第327話                                       |
| 10     | 2019年8月21日  | ISBN 9791163909071 | - 第42章－第46章                                            | - 第328話－第360話                                       |
| 11     | 2019年11月13日 | ISBN 9791136403438 | - 第47章－第50章                                            | - 第361話－第390話                                       |
| 12     | 2020年4月2日   | ISBN 9788926706879 | - 第51章－第56章                                            | - 第391話－第421話                                       |
| 13     | 2020年7月8日   | ISBN 9791136414045 | - 第57章－第62章                                            | - 第422話－第450話                                       |
| 14     | 2020年9月24日  | ISBN 9791136416483 | - 第63章－第70章                                            | - 第451話－第484話                                       |
| 15     | 2021年3月17日  | ISBN 9791126455072 | - 第71章－第75章                                            | - 第485話－第512話                                       |
| 16     | 2021年9月16日  | ISBN 9791136425324 | - 第76章－第78章 - 에필로그 - 외전：대학교 MT편             | - 第513話－第523話 - 第524話－第525話 - 第573話－第587話 |
| 17     | 2022年4月13日  | ISBN 9791136430953 | - 스페셜 엔딩 - 외전：다시 만난 세계                        | - 第542話－第561話 - 第588話－第595話                    |
| 外傳   | 2022年4月13日  | ISBN 9791136430977 | - 외전：은지호, 우주인 과거편 - 외전：유천영, 권은형 과거편 | - 第526話－第530話 - 第531話－第536話                    |
| 外傳   | 2022年4月13日  | ISBN 9791136430960 | - 외전：12시 1분                                            | - 連載版未收錄                                           |
| 設定集 | 2022年4月13日  | ISBN 9791136430991 | - 설정집                                                    | - 連載版未收錄                                           |
| 外傳   | 2022年4月13日  | ISBN 9791136430984 | - 외전：해가림                                              | - 第564話－第572話                                       |

- 獨家收錄

目前僅單一管道能取得的故事。
- 實體書限定版：
  - 《향단전》：為小說第9卷限定版外傳。
  - 《2학년 8반 교환일기》：為小說第12卷限定版外傳。
  - 劇本集（대본집）：為搭配第5卷、第6卷與第8卷限定版的廣播劇CD所附的劇本集，共有3本。

- 連載版：
  - 《지존 중학교 미술 시간》：為連載版第562話－563話。

#### 台版
| 卷數 | 知翎文化      | 知翎文化           | 知翎文化     | 知翎文化           | 收錄內容        |
| 卷數 | 發售日期      | ISBN               | 發售日期     | ISBN（電子書）     | 收錄內容        |
| ---- | ------------- | ------------------ | ------------ | ------------------ | --------------- |
| 1    | 2024年4月11日 | ISBN 9789577874962 | 2024年7月1日 | ISBN 9789577875440 | Prologue－第4章 |
| 2    | 2024年6月3日  | ISBN 9789577874979 | 2024年9月2日 | ISBN 9789577875563 | 第5章－第9章    |
| 3    | 2024年10月3日 | ISBN 9789577874986 | 2025年1月6日 | ISBN 9789577875815 | 第10章－第14章  |
| 4    | 2025年2月6日  | ISBN 9789577874993 | 2025年5月5日 | ISBN 9789577876232 | 第15章－第18章  |
| 5    | 2025年9月4日  | ISBN 9789577875006 |              |                    | 第19章－第22章  |
| 6    |               | ISBN 9789577875013 |              |                    |                 |
| 7    |               | ISBN 9789577875020 |              |                    |                 |
| 8    |               | ISBN 9789577875037 |              |                    |                 |
| 9    |               | ISBN 9789577875044 |              |                    |                 |
| 10   |               | ISBN 9789577875051 |              |                    |                 |
| 11   |               | ISBN 9789577875068 |              |                    |                 |
| 12   |               | ISBN 9789577875075 |              |                    |                 |
| 13   |               | ISBN 9789577875082 |              |                    |                 |
| 14   |               | ISBN 9789577875099 |              |                    |                 |
| 15   |               | ISBN 9789577875105 |              |                    |                 |
| 16   |               | ISBN 9789577875112 |              |                    |                 |
| 17   |               | ISBN 9789577875129 |              |                    |                 |

### 網路漫畫
小說改編的網路漫畫自2019年3月31日於KakaoPage開始連載，並自2022年1月25日起同步連載於韓版KAKAO WEBTOON，期間依序推出印尼版、法文版、日文版、英文版、泰文版以及簡體中文版的網路連載版本。2023年6月，漫畫於KakaoPage的觀看數達到1億，截至2024年3月，觀看數已突破1.1億。

韓版實體書由D&C Media出版，並已授權日文版、法文版、俄文版等單行本的出版代理。
繁體中文版的漫畫由知翎文化取得授權，並於2024年4月開始出版。
| 卷數 | D&C Media      | D&C Media                                       | 知翎文化      | 知翎文化           | 知翎文化     | 知翎文化           | 收錄內容 （連載話次）               |
| 卷數 | 發售日期       | ISBN                                            | 發售日期      | ISBN               | 發售日期     | ISBN（電子書）     | 收錄內容 （連載話次）               |
| ---- | -------------- | ----------------------------------------------- | ------------- | ------------------ | ------------ | ------------------ | ----------------------------------- |
| 1    | 2020年6月17日  | ISBN 9791191363685 ISBN 9791189320591（限定版） | 2024年4月11日 | ISBN 9789577874955 | 2024年7月1日 | ISBN 9789577875457 | 序章－第2章 （序章－第16話）        |
| 2    | 2020年10月20日 | ISBN 9791191363708 ISBN 9791189320768（限定版） | 2024年6月3日  | ISBN 9789577875372 | 2024年9月2日 | ISBN 9789577875570 | 第3章－第5章 （第17話－第34話）     |
| 3    | 2021年6月10日  | ISBN 9791191363760 ISBN 9791191363906（限定版） | 2024年10月3日 | ISBN 9789577875587 | 2025年1月6日 | ISBN 9789577875822 | 第6章－第7章 （第35話－第52話）     |
| 4    | 2022年3月24日  | ISBN 9791167770271 ISBN 9791167770288（限定版） | 2025年2月6日  | ISBN 9789577876034 | 2025年5月5日 | ISBN 9789577876249 | 第8章－第10章 （第52話－第69話）    |
| 5    | 2023年7月26日  | ISBN 9791167771209 ISBN 9791167771223（限定版） |               |                    |              |                    | 第11章－第13章 （第70話－第89話）   |
| 6    | 2024年5月20日  | ISBN 9791193821190 ISBN 9791193821237（限定版） |               |                    |              |                    | 第14章－第16章 （第90話－第107話）  |
| 7    | 2024年8月19日  | ISBN 9791193821350 ISBN 9791193821381（限定版） |               |                    |              |                    | 第17章－第19章 （第108話－第125話） |

### CD
廣播劇
為韓版第5卷、第6卷與第8卷實體書限定版的廣播劇CD，另有附劇本集。
- 原作：Yu Han-ryeo
- 配音員：
  - 이명호（함단이 役）
  - 김하루（반여령 役）
  - 정재헌（은지호 役）
  - 신용우（유천영 役）
  - 엄상현（권은형 役）
  - 남도형（우주인 役）

| 卷數        | 廣播劇CD      | 廣播劇CD | 廣播劇CD |
| 卷數        | 發售日期      | 配音員 | 收錄內容 |
| ----------- | ------------- | --- | --- |
| 第5卷限定版 | 2016年8月12日 | - 남도형（우주인 役） - 신용우（유천영 役） - 엄상현（권은형 役） - 정재헌（은지호 役）                                             | - 01 권은형. 고등학교 1학년_도서실（10:39） - 02 은지호. 중학교 3학년_수학여행（09:15） - 03 유천영. 중학교 3학년_축제 전야（13:11） - 04 우주인. 중학교 3학년_축제 당일（11:37） - 05 완전 범죄를 위하여（20:02） |
| 第6卷限定版 | 2017年4月28日 | - 남도형（우주인 役） - 신용우（유천영 役） - 엄상현（권은형 役） - 정재헌（은지호 役）                                             | - 01 은지호. 고등학교 1학년_교실（10:50） - 02 권은형. 고등학교 1학년_담력 시험（14:48） - 03 유천영. 중학교 3학년_PC방（08:00） - 04 우주인. 중학교 3학년_데이트（12:58） - 05 유유상종（21:38）                  |
| 第8卷限定版 | 2018年4月30日 | - 남도형（우주인 役） - 신용우（유천영 役） - 엄상현（권은형 役） - 정재헌（은지호 役） - 김하루（반여령 役） - 이명호（함단이 役） | - 소현 고등학교 방송부 |

 專輯 -The 1st Single- 
為韓版第7卷實體書限定版的音樂CD，發售日為2017年10月27日。
- 作詞、作曲：상록수
- 主唱：나래、TMCD (김준수)
- 曲目：
  - 01. 우리 사이
  - 02. 그 여름의 끝
  - 03. 우리 사이（inst.）
  - 04. 그 여름의 끝（inst.）

## 外部連結
- KakaoPage 小說連載版網站（页面存档备份，存于）
- KakaoPage 小說單行本版網站（页面存档备份，存于）
- KakaoPage 小說單行本版（外傳）網站（页面存档备份，存于）
- KakaoPage 漫畫連載網站（页面存档备份，存于）
- Kakao Webtoon 漫畫連載網站（页面存档备份，存于）